# HD 197037
HD 197037 är en dubbelstjärna belägen i den mellersta delen av stjärnbilden Svanen. Den har en kombinerad skenbar magnitud av ca 6,81 och kräver åtminstone en handkikare för att kunna observeras. Baserat på parallax enligt Gaia Data Release 2 på ca 30,2 mas, beräknas den befinna sig på ett avstånd på ca 108 ljusår (ca 33 parsek) från solen. Den rör sig bort från solen med en heliocentrisk radialhastighet på ca 9 km/s.

## Egenskaper
Primärstjärnan HD 197037 A är en gul till vit stjärna i huvudserien av spektralklass F7 V, som jämfört med solen har underskott av element tyngre än väte och helium. Den har en massa som är ungefär lika med en solmassa, en radie som är ca 1,1 solradier och har ca 1,6 gånger solens utstrålning av energi från dess fotosfär vid en effektiv temperatur av ca 6 100 K.
En mångfaldsundersökning upptäckte 2016 en röd dvärgstjärna som följeslagare, HD 197037 B, med en beräknad separation av 121 AE. Förekomsten av andra följeslagare inom en projicerade separationer från 1,62 till 45,26 AE kunde samtidigt exkluderades.

## Planetssystem
År 2012 upptäcktes med metoden för mätning av radiell hastighet en exoplanet med benämningen HD 197037 Ab, på en vid excentrisk bana. En annan exoplanet i konstellationen misstänktes initialt, men den radiella hastighetssignalen tillskrevs senare följeslagren HD 197037 B.
| Planet | Massa           | Halv storaxel (AE) | Siderisk omloppstid (d) | Excentricitet | Inklination | Radie |
| ------ | --------------- | ------------------ | ----------------------- | ------------- | ----------- | ----- |
| Ab     | ≥0,79 ± 0,05 MJ | 2,07 ± 0,05        | 1 035,7 ± 13            | 0,22 ± 0,07   | -           | -     |